# Notophthiracarus paraendroedyyoungai
Notophthiracarus paraendroedyyoungai är en kvalsterart som beskrevs av Wojciech Niedbała 2006. Notophthiracarus paraendroedyyoungai ingår i släktet Notophthiracarus och familjen Phthiracaridae. Inga underarter finns listade i Catalogue of Life.